# Jataka

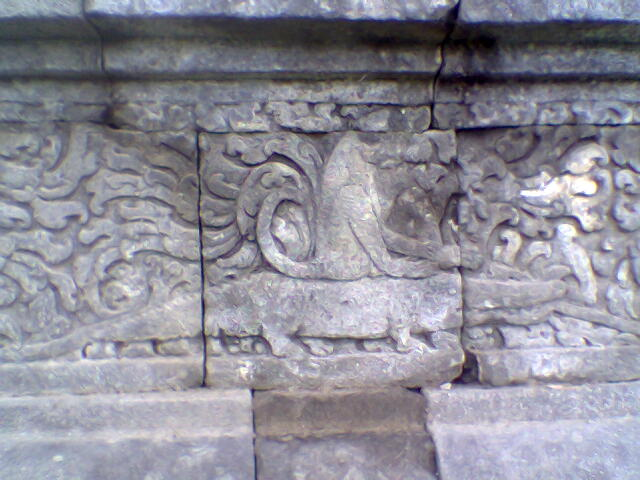
Een jataka-reliëf op de Sojiwan-tempel in Midden-Java

De Jataka-verhalen uit de Khuddaka Nikaya, onderdeel van de Suttapitaka van het Pali-canon, zijn verhalen over de vorige levens van de Boeddha, toen hij een bodhisattva was, strevend naar het perfectioneren van de paramitas (karaktereigenschappen).
In deze verhalen was de bodhisatta soms een dier, soms een mens en soms een god. In een aantal van deze Jataka-verhalen brak de bodhisatta het basisniveau van moraliteit van De Vijf Voorschriften; het voorschrift tegen liegen brak hij echter nooit.
Een paar van deze verhalen zijn zeer oud en stammen zelfs uit voor-boeddhistische tijd, maar andere zijn relatief laat en zijn na het overlijden of parinibbana van de Boeddha opgesteld. De huidige samenstelling is tussen de derde eeuw v.Chr. en de tweede eeuw n.Chr. gevormd en hoewel de jataka-verhalen wel gebruikt worden voor de geschiedenis van de zesde eeuw v.Chr. zijn ze daarvoor niet geschikt. 
Er zijn 547 jataka-verhalen en de laatste 10 jataka worden uitgebeeld in muurschilderingen.